# Certificat de proveniență

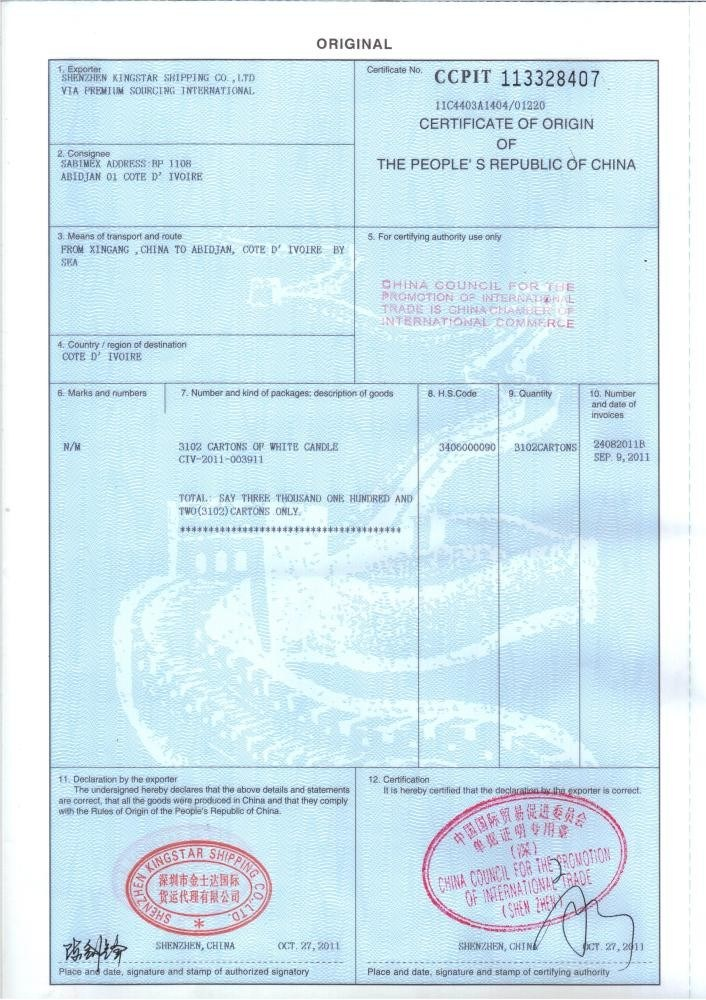
Un certificat de origine certificat de Camera de Comerț Internațional din China

Un certificat de proveniență (adesea abreviat la C/O sau CO) este un document utilizat pe scară largă în tranzacțiile comerciale internaționale care atestă că produsul enumerat în acesta a îndeplinit anumite criterii pentru a fi considerat ca fiind originar dintr-o anumită țară. Un certificat de origine este în general pregătit și completat de către exportator sau producător și poate fi supus certificării oficiale de către o terță parte autorizată. Acesta este adesea prezentat unei autorități vamale din țara importatoare pentru a justifica eligibilitatea produsului la intrare și / sau dreptul său la tratament preferențial.

## Vezi și
- Reguli de origine
- Facilitarea comerțului
- Camera de Comerț
- Comerț internațional

## Legături externe
- ITC's Rules of Origin Facilitator, a free online tool enabling enterprises to search for origin provisions and documentation.
- ITC's Market Access Map, an online database of customs tariffs and market requirements.
- World Trends in Preferential Origin Certification and Verification,
- World Chambers Federation
- ICC WCF International Certificate of Origin Guidelines
- International Chamber of Commerce
- World Customs Organization
- WTO's Agreement on Rules of Origin